# Chiến tranh giữa các vì sao: Tập I – Hiểm họa bóng ma
Chiến tranh giữa các vì sao: Tập I – Hiểm họa bóng ma (tên gốc tiếng Anh: Star Wars: Episode I – The Phantom Menace) là một bộ phim sử thi không gian của Mỹ năm 1999 được biên kịch và đạo diễn bởi George Lucas, sản xuất bởi Lucasfilm và phân phối bởi 20th Century Fox. Tuy là phần thứ nhất nhưng nó được quay sau ba phần khác của bộ phim. Lý do chính là do đạo diễn nghĩ rằng kỹ thuật lúc bấy giờ chưa cho phép ông quay phim theo ý ông muốn.
Phần phim này bắt đầu với hai hiệp sĩ Jedi, đại diện cho Hội đồng Jedi can thiệp hòa giải sự tranh cãi giữa Liên đoàn Thương mại và hành tinh Naboo. Khi việc hòa giải không thành, hai hiệp sĩ Jedi hộ tống nữ hoàng Padmé Amidala chạy trốn khỏi hành tinh Naboo. Trên đường đi đến hành tinh Coruscant tìm cách hòa giải mâu thuẫn, họ phải ghé hành tinh Tatooine để tìm vật liệu sửa phi thuyền. Tại đây hiệp sĩ Qui-Gon Jinn gặp cậu bé nô lệ Anakin Skywalker. Ông tin rằng cậu bé, với các tài năng kỳ lạ, sẽ là một hiệp sĩ đem lại sự cân bằng cho vũ trụ rối loạn.
Hiểm họa bóng ma được phát hành vào ngày 19 tháng 5 nãm 1999, gần 16 năm sau khi phần VI của bộ phim Người Jedi trở lại được chiếu trên màn ảnh bạc. Tuy gặp nhiều phê bình khác nhau, Hiểm họa bóng ma đem lại khoảng 924,3 triệu Mỹ kim trên toàn thế giới cho nhà sản xuất và phát hành phim.

## Nội dung
Tổ chức Liên đoàn Thương mại gây ra tình trạng hỗn loạn cho nền Cộng hòa Thiên hà bằng cách phong tỏa hành tinh Naboo do mâu thuẫn về đạo luật thuế được ban hành liên quan đến các tuyến đường thương mại Thiên hà. Lãnh đạo của phe Cộng hòa, Đại Pháp Quan tối cao Finis Valorum, cử hai hiệp sĩ Jedi Qui-Gon Jinn và đệ tử của ông, Obi-Wan Kenobi, đến đàm phán với Phó vương của Liên đoàn Thương mại, Nute Gunray. Darth Sidious, một chúa tể Sith và là kẻ đứng sau Liên đoàn Thương mại, ra lệnh cho Phó vương giết các Jedi đó và bắt đầu cuộc xâm lược bằng đội quân người máy. Hai Jedi trốn thoát được cuộc phục kích và chạy trốn đến Naboo. Trên Naboo, Qui-Gon giải cứu một người Gungan bị bỏ rơi, Jar Jar Binks. Mang ơn Qui-Gon, Jar Jar dẫn hai Jedi đến Otoh Gunga, thành phố dưới nước của người Gungan. Các Jedi đã thất bại trong việc thuyết phục thủ lĩnh người Gungan, Boss Nass, giúp đỡ cư dân trên bề mặt hành tinh, nhưng bù lại có được sự hướng dẫn của Jar Jar và phương tiện di chuyển dưới nước để đến Theed, thành phố thủ phủ của Naboo. Sau khi giải cứu Nữ hoàng Padmé Amidala, cả nhóm trốn thoát khỏi Naboo trên chiếc phi thuyền hoàng gia và tiến đến hành tinh thủ đô của phe Cộng hòa, Coruscant.
Dù vượt qua sự phong tỏa của Liên đoàn, nhưng con tàu bị hư hại dưới mưa đạn và siêu ổ đĩa gặp trục trặc. Con tàu buộc phải hạ cánh để sửa chữa trên hành tinh sa mạc xa xôi Tatooine, nằm ngoài phạm vi quyền hạn của Cộng hòa. Qui-Gon, Jar Jar, người máy R2-D2, và Padmé (cải trang thành một trong những nữ hầu của cô) đi đến khu định cư của Mos Espa để mua bộ phận thay thế cho siêu ổ đĩa của họ. Họ chạm trán với một tay buôn phế liệu, Watto, và nô lệ của hắn, Anakin Skywalker, một phi công và kỹ sư tài năng dù mới chín tuổi, đã tự chế tạo một người máy phục việc cho riêng mình: C-3PO.
Qui-Gon cảm nhận được sự hiện diện mạnh mẽ của Thần lực bên trong Anakin, ông tin rằng cậu là "Người được chọn", một thần đồng đã được tiên đoán từ rất lâu và có sứ mệnh khôi phục lại sự cân bằng cho Thần lực. Vì Watto từ chối chấp nhận thanh toán bằng tiền Cộng hòa, Qui-Gon phải đặt cược cả bộ phận siêu ổ dĩa và sự tự do của Anakin trong một cuộc đua phi thuyền (podrace).  Anakin thắng cuộc đua sau đó gia nhập nhóm để được đào tạo thành Jedi và phải miễn cưỡng bỏ lại mẹ của mình, Shmi. Trên đường đến phi thuyền của họ, Qui-Gon gặp Darth Maul, đệ tử của Sidious, được cử đi bắt lại Padmé. Sau một cuộc đấu kiếm nhanh chóng, Qui-Gon trốn thoát trên phi thuyền cùng những người khác.
Qui-Gon và Obi-Wan hộ tống Padmé đến Coruscant để cô ấy có thể tường trình vụ việc của người dân cho Valorum và Thượng viện Thiên hà. Qui-Gon xin phép Hội đồng Jedi để được đào tạo Anakin thành Jedi, nhưng Hội đồng từ chối, lo ngại rằng Anakin dễ bị khuất phục bởi mặt tối của Thần lực. Không nản lòng, Qui-Gon quyết tâm nhận Anakin làm đệ tử mới của mình. Trong khi đó, Thượng nghị sĩ Palpatine của Naboo thuyết phục Padmé kêu gọi bỏ phiếu bất tín nhiệm đối với Valorum để bầu ra một nhà lãnh đạo có năng lực hơn và giải quyết cuộc khủng hoảng. Mặc dù cô thành công trong việc thúc đẩy cuộc bỏ phiếu, Padmé trở nên bất mãn với sự biến chất của Thượng viện và quyết định quay trở về Naboo. Qui-Gon và Obi-Wan được lệnh của Hội đồng Jedi hộ tống nữ hoàng và điều tra sự trở lại của người Sith, giống loài mà họ tưởng rằng đã tuyệt chủng trong hơn một thiên niên kỷ.
Trên hành tinh Naboo, Padmé tiết lộ mình là nữ hoàng trước những người Gungan để lấy lòng tin của họ, và thuyết phục họ giúp chống lại Liên đoàn Thương mại. Jar Jar được phong làm chỉ huy và tái gia nhập bộ tộc của mình trong trận chiến chống lại đội quân người máy, trong khi Padmé dẫn đầu cuộc truy lùng Gunray ở Theed. Qui-Gon bảo Anakin ẩn náu bên trong một máy bay tiêm kích trong nhà chứa phi thuyền của cung điện, nhưng cậu vô tình kích hoạt chế độ lái tự động của nó và bay vào không gian, tham gia cùng các phi công Naboo trong trận chiến chống lại tàu chiến người máy của Liên đoàn. Với sự giúp đỡ của R2-D2, Anakin điều khiển phi thuyền chiến đấu xông vào con tàu và phá hủy nó từ bên trong, vô hiệu hóa đội quân người máy. Trong khi đó, Maul, người được Sidious phái đến để hỗ trợ Gunray, giao chiến với Qui-Gon và Obi-Wan trong một cuộc đấu bằng kiếm ánh sáng. Hắn ta đâm trọng thương Qui-Gon, nhưng sau đó bị Obi-Wan chém đứt đôi người, và rơi xuống hầm. Qui-Gon yêu cầu Obi-Wan huấn luyện Anakin trước khi chết.
Sau trận chiến, Gunray bị lực lượng Cộng hòa bắt giữ, và Palpatine được bầu làm Đại Pháp Quan. Sư phụ Yoda đề cử Obi-Wan lên cấp bậc Hiệp sĩ Jedi và miễn cưỡng chấp nhận Anakin làm đệ tử của Obi-Wan. Một đám tang được tổ chức cho Qui-Gon với sự tham dự của các Jedi khác, họ hiểu rằng vẫn còn một người Sith khác vì luôn có hai người (một cặp sư phụ và đệ tử). Trong cuộc diễu hành ăn mừng trên Naboo, Padmé tặng một món quà cảm ơn người Gungan để thiết lập hòa bình.